# Sessiluncus bengalensis
Sessiluncus bengalensis är en spindeldjursart som beskrevs av Asit K.Bhattacharyya 1977. Sessiluncus bengalensis ingår i släktet Sessiluncus och familjen Ologamasidae. Inga underarter finns listade i Catalogue of Life.